# Mark III
Mark III är en stationär spelkonsol tillverkad av Sega 1985 och den japanska motsvarigheten till Sega Master System. 
Utseendemässigt skiljer sig Mark III från Master System, men är hårdvarumässigt identisk. Tillbehörsutbudet till Mark III är däremot något större; i Japan kunde man köpa till extra enheter för FM-ljud och autofire.

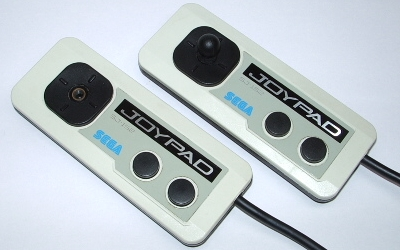
Handkontroller till Mark III.

Liksom Master System är Mark III bakåtkompatibel med SG-1000 och har samma kassettintag, vilket innebär att icke-japanska spel inte går att spela på konsolen. Spelen släpptes i tre olika serier:
- Mycard – som Sega Card, det vill säga platta kort som matades in i fronten på konsolen.
- Gold cartridge – spelkassetter på 1 megabyte eller mer. Kassetterna bytte färg från vitt till svart när Master System kom ut i Japan.
- Silver cartridge – användes bara för tredjepartsspel, dock fanns bara en tredjepartsutvecklare vid namn Salio, som släppte spel från Tecmo.

1987 kom Master System ut också i Japan, och ersatte därmed Mark III. Den japanska modellen ser likadan ut som den västerländska, men har FM-ljud och autofire inbyggt från början.